# 長谷川雅子
長谷川雅子（はせがわ まさこ、1976年 - ）は、日本の陸上競技選手。群馬県出身
群馬女子短期大学附属高等学校（現高崎健康福祉大学高崎高等学校）時代から日本のトップ選手として活躍。
1994年3月5日、神奈川県横浜市で開催された日中対抗室内選手権に日本代表として出場。マイルリレーで3分44秒67の室内日本記録を樹立した。
400mのベストは54秒57。